# Walter Forward

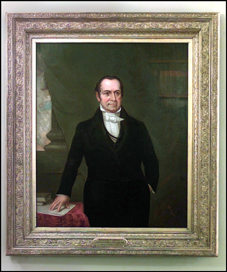
Porträtt av Walter Forward

Walter Forward, född 24 januari 1786 i East Granby, Connecticut, USA, död 24 november 1852 i Pittsburgh, Pennsylvania, var en amerikansk politiker och diplomat. Han var bror till politikern Chauncey Forward.
Han inledde 1806 sin karriär som advokat i Pittsburgh. Han var redaktör för Tree of Liberty och ledamot av Pennsylvanias lagstiftande församling. Han var ledamot av USA:s representanthus (demokrat-republikan) 1822–1825.
Forward spelade en stor roll i grundandet av whigpartiet på 1830-talet. Han deltog i Pennsylvanias konstitutionskonvent 1837. Han tjänstgjorde som USA:s finansminister 1841–1843 under president John Tyler. Han kom dåligt överens med presidenten.
Efter att ha avgått som finansminister återvände han till arbetet som advokat i Pittsburgh. President Zachary Taylor utnämnde honom 1850 till USA:s chargé d'affaires i Danmark. Han återvände till USA 1851 när han blev ordförande i distriktsdomstolen för Allegheny County. Han dog i Pittsburgh följande år och hans grav finns på stadens Allegheny Cemetery.